# U 38 (Kriegsmarine)

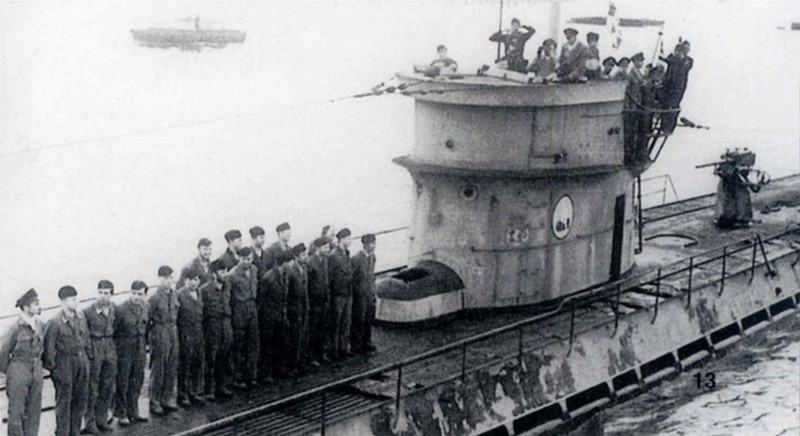
De U 38

De U 38 was een IXA-type U-boot van de Duitse Kriegsmarine tijdens de Tweede Wereldoorlog. 

## Geschiedenis
De U 38 volbracht elf patrouilles. Net als de U 46 werd hij een opleidingsboot voor nieuwe rekruten en commandanten. 
De U 38 liep van stapel op 15 april 1937 op de AG Weser-werf te Bremen. De U 38 vernietigde 35 schepen met in totaal 188.967 ton scheepsruimte. Ook één schip van 3670 ton werd door hem zwaar beschadigd.

## OndergangU 38
De U 38 werd zelf tot zinken gebracht op 5 mei 1945, ten westen van Wesermünde, nu Bremerhaven, in positie 53° 34′ 0″ NB, 9° 31′ 0″ OL op de dag van de Duitse capitulatie. Hij werd gelicht en gesloopt in 1948.

## Commandanten
- 24 Okt, 1938 - 22 Jul, 1941: Kptlt. Heinrich Liebe
- 15 Jul, 1941 - 6 Jan, 1942: Heinrich Schuch
- 1943 - 1943: Oblt. Ludo Kregelin (in opleiding)
- 5 Jan, 1943 - 22 Aug, 1943: Helmut Laubert
- 23 Aug, 1943 - 14 Dec, 1943: Oblt. Paul Sander
- 16 Dec, 1943 - Dec, 1943: Goske von Möllendorff
- Jan, 1944 - 14 Apr, 1944: Oblt. Herbert Kühn
- 15 Apr, 1944 - 5 Mei, 1945: KrvKpt. Georg Peters